# U.S. Maple
 (octobre 2024).
Si vous disposez d'ouvrages ou d'articles de référence ou si vous connaissez des sites web de qualité traitant du thème abordé ici, merci de compléter l'article en donnant les références utiles à sa vérifiabilité et en les liant à la section « Notes et références ».
U.S. Maple est un groupe de rock américain, originaire de Chicago, dans l'Illinois.

## Biographie

### Débuts
U.S. Maple est formé en 1995 à la DeKalb's Northern Illinois University par d'anciens membres de Shorty et des Mercury Players. Deux membres de chacun des groupes se rencontrent aux Grand and Western Avenues. U.S. Maple recrute le chanteur Al Johnson et le guitariste Mark Shippy de Shorty, tandis que le batteur Pat Samson et le second guitariste Todd Rittman sont chez Mercury Players. Ils publient deux singles vinyles produits par Doug Easley et enregistré en septembre 1995 aux Easley Studios de Memphis, dans le Tennessee. Le label indépendant Skin Graft Records s'intéresse au groupe, qui les signe ensuite publiant le single Stuck à la fin 1995.

### Skin Graft
Le groupe enregistre son premier album, Long Hair in Three Stages, à la fin 1995 aux Solid Sound Studios de Hoffman Estates. L'album est produit par le futur guitariste de Sonic Youth Jim O'Rourke. Skin Graft distribue l'album en octobre 1995 en formats vinyle et CD. Le groupe embarque pour une tournée européenne, et en profite pour enregistrer une Peel Session pour la BBC Radio 1 de John Peel.
À la fin 1998, U.S. Maple quitte Skin Graft, signant au label Drag City l'année qui suit. Leur troisième album, Talker, un album plus sombre que les précédents, est enregistré aux B.C. Studio de Brooklyn, à New York, par Michael Gira, chanteur du groupe Swans, avec Martin Bisi au mixage.
En 2001, le groupe sort un quatrième album, Acre Thrills. Il est enregistré à Cannon Falls, dans le Minnesota, au Pachyderm Studio, et mixé une semaine plus tard à Richmond, en Virginie, au Sound of Music. À l'été 2001, après l'enregistrement de Acre Thrills, le batteur Pat Samson quitte le groupe, et est remplacé par Adam Vida. Avec Vida, le groupe publie un cinquième album, Purple on Time (2003).

## Discographie

### Albums studio
- 1995 : Long Hair in Three Stages (Skin Graft)
- 1997 : Sang Phat Editor (Skin Graft)
- 1999 : Talker (Drag City)
- 2001 : Acre Thrills (Drag City)
- 2003 : Purple on Time (Drag City)

### Singles
- 1995 : Stuck 7" (Skin Graft)
- 1996 : The Wanderer/Whoa Complains 7" (Sonic Bubblegum)